# Торре, Пабло
Па́бло То́рре Карра́ль (исп. Pablo Torre Carral; род. 3 апреля 2003, Soto de la Marina, Кантабрия) — испанский футболист, полузащитник клуба «Мальорка».

## Клубная карьера
Пабло Торре начал свою карьеру в клубе «Расинг Сантандер», за который дебютировал 18 октября 2020 года в матче Сегунды B.
4 марта 2022 года «Барселона» договорилась о трансфере Торре за 5 млн евро. 7 сентября дебютировал за новый клуб в матче Лиги чемпионов против «Виктории» из города Пльзень.

## Карьера в сборной
Выступал за сборные Испании до 17 лет и до 19 лет.

## Достижения
«Барселона»
- Чемпион Испании (2): 2022/23, 2024/25
- Обладатель Кубка Испании: 2024/25